# Hisataka Okamoto
Hisataka Okamoto (jap. 岡本 久敬 Okamoto Hisataka; ur. 14 grudnia 1933) – japoński piłkarz, reprezentant kraju.

## Kariera reprezentacyjna
W reprezentacji Japonii zadebiutował 1955. W reprezentacji Japonii występował w latach 1955. W sumie w reprezentacji wystąpił w 5 spotkaniach.

## Statystyki
| Reprezentacja Japonii | Reprezentacja Japonii | Reprezentacja Japonii |
| Rok                   | Mecze                 | Gole                  |
| --------------------- | --------------------- | --------------------- |
| 1955                  | 5                     | 0                     |
| Razem                 | 5                     | 0                     |